# Макуквіно великий
Макуквіно великий (Merulaxis stresemanni) — вид горобцеподібних птахів родини галітових (Rhinocryptidae).

## Етимологія
Вид названий на честь німецького орнітолога Ервіна Штреземана.

## Поширення
Ендемік Бразилії. Єдина відома популяція знаходиться у заповіднику Мата-ду-Пассарінью на межі штатів Мінас-Жерайс та Баїя. Вважається, що у природі живе не більше 15 представників виду.

## Опис
Довгохвостий птах завдовжки 20 см. Самець сірувато-свинцевого забарвлення. Хвіст і крила коричневого кольору. Задня частина спини і верх хвоста темно-червоні. На лобі довгі щетинки. Стрункий дзьоб чорного кольору. У самиці спина та черево коричневого кольору, а хвіст темніший.